# История Интернета в России
История интернета в России — процесс развития сетевых технологий, инфраструктуры и интернет-культуры на территории Российской Федерации с начала 1990-х годов по настоящее время. Первые подключения к глобальной сети произошли в СССР, но массовое распространение интернета началось после распада государства. Русский интернет (также известный как Рунет) — часть Интернета, основной контент которой написан на русском языке. Согласно данным на август 2019 года и исследованиям, проведенным W3Techs, 6,5 % из 10 миллионов самых популярных интернет-сайтов в мире используют русский язык. В 2013 году, согласно этим исследованиям, русский язык стал вторым по популярности в Интернете после английского.

## 1950-е — 1991: советский период
- 1950-е: В СССР первые компьютерные сети появились в системе ПРО на Сары-Шагане (впервые они были испытаны в Москве в Институте точной механики и вычислительной техники им. П. Н. Лебедева).
- 1970-е: Попытки создания общесоюзной компьютерной сети ОГАС (Общегосударственная автоматизированная система) под руководством Виктора Глушкова. Проект не был реализован из-за бюрократических препон[3][4].
- 1978 г.: Создана Академсеть.
- 1980-е: Первые эксперименты с электронной почтой. Эксперименты с компьютерными сетями в рамках академических проектов. В 1982 году Курчатовский институт установил модемное соединение с Хельсинки через сеть FidoNet.[источник не указан 104 дня] После вторжения в Афганистан Советский Союз оказался под санкциями. Однако группа разработчиков создала русскую версию операционной системы Unix, тайно привезенную из Америки, и назвала ее ДЕМОС. Некоторые разработчики Unix, работавшие в Курчатовском НИИ атомной энергетики, создали сеть, которая использовала ДЕМОС, а именно РЕЛКОМ. Главной особенностью этой сети было то, что она была полностью горизонтальной, то есть каждый сетевой компьютер мог напрямую связываться с другими компьютерами в сети. Многие лаборатории принимали участие в совместных экспериментах, поэтому быстрая связь была очень нужна. Поэтому первыми пользователями сети были в основном советские научно-исследовательские институты, чтобы они могли быстрее обмениваться научной информацией.
- 1990 г.: Регистрация домена .su для Советского Союза[5] (19 сентября 1990 года).

## 1990-е: рождение Рунета
- 1991 г.: Компании Релком и Демос начали коммерческое предоставление интернет-услуг.
- 1994 г.: Появление домена .ru под руководством Координационного центра[6] (7 апреля 1994 года).
- 1996 г.: Запуск поисковой системы Rambler. Ее создали Сергей Лысаков, Дмитрий Крюков и другие, работавшие учеными в Пущинском научно-исследовательском институте. Алгоритм, положенный в основу Rambler, изначально использовался для регистрации и поиска микроорганизмов. Одной из ключевых особенностей был так называемый Rambler Top-100, показывавший сто самых популярных сайтов в Рунете. Основан Ситилайн — один из первых интернет-провайдеров в России. Одним из самых популярных веб-сайтов в российском интернете был сайт Anekdot.ru, основанный астрофизиком Дмитрием Вернером[7].
- 1997 г.: Запуск поисковой системы Yandex. Илья Сегалович и Аркадий Волож разработали алгоритм поиска, основанный на морфологии русского языка. Первоначально этот алгоритм был предложен Rambler примерно за 15 тыс. долларов, но был отклонен. После отказа Илья и Аркадий решили основать собственную компанию «Яндекс».

## 2000-е и 2010-е: рост и коммерциализация
- 2001 г.: Пик популярности блог-платформы LiveJournal (ЖЖ).
- 2006 г.: Основание видеохостинга RuTube. Запуск соцсети Одноклассники. Концепция была похожа на социальную сеть Classmates.com, сайт, который использовался для общения одноклассников. Запуск соцсети ВКонтакте. Он был бесплатным, в отличие от odnoklassniki.ru. Помимо того, что он был социальной сетью, он также функционировал как файлообменная сеть: пользователи имели возможность загружать фильмы, музыку, фотографии и т. д.
- 2007 г.: Закон «Об информации», регулирующий интернет-пространство.
- 2010 г.: Введение кириллического домена .рф (12 мая 2010 года).
- 2013 г.: Павлом и Николаем Дуровыми основан кроссплатформенный мессенджер Telegram.
- 2017 г.: Forbes поставил Mail.ru Group на 97-е место из 100 самых инновационных компаний мира, оценив стоимость компании примерно в 4 миллиарда долларов[8]. Им принадлежит множество компаний, среди которых VKontakte, Odnoklassniki.ru, YouDrive, Delivery Club[9] и др. C 12 октября 2021 года принадлежит технологической компании VK.

## Инфраструктура
- 1990-е: Первые провайдеры (Совам Телепорт, Гласнет).
- 2010-е: Развитие оптоволоконных сетей и мобильного интернета (4G/5G).

## Культура и общество
- Формирование русскоязычного сегмента интернета (блоги, ЖЖ).
- Возникновение русскоязычного интернет-сообщества с уникальным контентом: мемы (Превед), онлайн-литература (Сергей Лукьяненко).

## Регулирование и вызовы
- 2012 г.: Закон о чёрных списках сайтов[10] (№ 139-ФЗ от 28 июля 2012 года).
- 2016 г.: «Закон Яровой» — приняты два антитеррористических законопроекта[11], заявленные их авторами как имеющие антитеррористическую направленность. Закон обязывает операторов связи хранить звонки и сообщения абонентов в течение срока, определяемого Правительством РФ и устанавливает запрет на использование несертифицированных средств шифрования (криптования).
- 2019 г.: Закон о «суверенном интернете»[12] (№ 90-ФЗ от 1 ноября 2019 года). Официальный закон подразумевает создание независимой сетевой инфраструктуры, чтобы поддерживать интернет-соединение в случае недоступности зарубежных корневых серверов.

## 2020-е: изоляция и санкции
- 2022 г.: Блокировка соцсетей Facebook и Instagram. Facebook заблокирован в России с 4 марта, Instagram — c 14-го, а 21 марта суд в Москве признал деятельность социальных сетей экстремистской и запретил их на территории России[13]. Рост использования VPN[14].
- 2024 г.: Ограничение доступа к видеохостингу YouTube и блокировка мессенджеров Discord и Viber. YouTube в России ограничен с августа. Discord в России заблокирован с 8 октября, Viber — с 13 декабря.